# Klaus J. Mattheier
Klaus Jochem Mattheier (* 9. Juni 1941 in Himmelstädt; † 8. Mai 2020 in Mainz) war ein deutscher Dialektologe und Soziolinguist. Er war Professor an der Ruprecht-Karls-Universität Heidelberg.

## Karriere
Mattheier wurde 1941 in Himmelstädt geboren, wuchs in Bottrop auf und studierte in Bochum und Bonn. Schließlich promovierte er 1971 in Bochum über Gewerkschaftsgeschichte und habilitierte 1979 in Bonn über Dialektwandel. Bereits ein Jahr später erhielt er einen Ruf an die Ruprecht-Karls-Universität Heidelberg für Germanistische Linguistik. Dort war er von 1983 bis 1985 Dekan der Neuphilosophischen Fakultät. Von 1993 bis 2000 leitete er das „Graduiertenkolleg über Dynamik von Substandardvarietäten“. Im Jahr 2006 ging er in den Ruhestand und war 2008 Teil eines Salienzforschungsprojektes an der Albert-Ludwigs-Universität Freiburg. Er starb 2020 in Mainz nach langer Krankheit.
Sein Forschungsschwerpunkt war Dialektologie, Sprachgeschichte, Sprachinselforschung und zur Soziolinguistik. Dies sorgte für eine Neuausrichtung des Faches hin zu einer „kommunikativen Dialektologie“. Neben seinen Monografien hat er etwa 20 Bücher, meist Lehrbücher herausgegeben.

## Auszeichnung
- 2007: Ehrendoktor in Budapest[4]

## Werke (Auswahl)
- Die Gelben. Nationale Arbeiter zwischen Wirtschaftsfrieden u. Streik. Pädagogischer Verlag Schwann, Düsseldorf 1973, ISBN 978-3-7895-0196-8 (Promotionsschrift).
- Mit Eva Klein, Heinz Mickartz: Rheinisch. Pädagogischer Verlag Schwann, Düsseldorf 1978, ISBN 978-3-590-15416-2.
- Mit Bodo Herzog: Franz Haniel 1779 - 1868. Materialien, Dokumente u. Unters. zu Leben u. Werk d. Industriepioniers Franz Haniel. Röhrscheid, Bonn 1979, ISBN 978-3-7928-0423-0.
- Pragmatik und Soziologie der Dialekte. Eine Einführung in die kommunikative Dialektologie des Deutschen. Quelle und Meyer, Heidelberg 1980 (Habilitationsschrift).
- Wege und Umwege zur neuhochdeutschen Schriftsprache. Überlegungen zur Entstehung und Durchsetzung der neuhochdeutschen Schriftsprache unter dem Einfluß sich wandelnder Sprachwertsysteme, veranschaulicht am Beispiel von Köln. In: ZGL 9 (1981), S. 74–307.
- Einige Bemerkungen zum Sprachbewußtsein und zur Erhebung von Sprachbewußtseinsdaten. In: P. Nelde (Hrsg.): Methoden der Kontaktlinguistik. Bonn 1985, S. 89–92.
- Die Rheinische Sprachgeschichte und der ‘Maikäfer’. In: M. Nikolay-Panter u. a. (Hrsg.): Geschichtliche Landeskunde der Rheinlande. Regionale Befunde und raumübergreifende Perspektiven. Georg Droege zum Gedenken. Köln u. a. 1994, S. 534–561.
- Mit U. Ammon und N. Dittmar: Sociolinguistics. An International Handbook of the Science of Language and Society. 2 Halbbände (HSK 3.1/3.2). Berlin, New York 1987/1988.
- Varietätenzensus. Über die Möglichkeit, die Verbreitung und Verwendung von Sprachvarietäten in Deutschland festzustellen. In: Dialektologie des Deutschen. Forschungsstand und Entwicklungstendenzen (= Germanistische Linguistik 147). Tübingen 1994, S. 413–443.
- Mit E. Radtke: Standardisierung und Destandardisierung europäischer Nationalsprachen. Frankfurt 1997 (VarioLingua 1).
- Mit W. Hoffmann, J. Macha, H.-J. Solms und K.-P. Wegera: Das Frühneuhochdeutsche als sprachgeschichtliche Epoche. Werner Besch zum 70. Geburtstag. Frankfurt u. a. 1999.